# Kirsten Dunst
Kirsten Caroline Dunst (født 30. april, 1982) er en tysk-amerikansk skuespiller, sanger og model. Hun havde sin filmdebut i Oedipus Wrecks, en kortfilm instrueret af Woody Allen i antologien New York Stories (1989). Som 12-årig opnåede Dunst stor anerkendelse for sin rolle som vampyren, Claudia i En vampyrs bekendelser (1994), en præstation, som gav hende en Golden Globe-nominering i kategorien Best Supporting Actres. Samme år medvirkede hun i Little Women, hvilket blot gav mere positiv omtale.
Dunst opnåede international berømmelse efter hun spillede Mary Jane Watson i Spider-Man-trilogien (2002–07). I mellemtiden og siden da har hun medvirket i film, som den romantiske komedie Wimbledon (2004), den romantiske science fiction Eternal Sunshine of the Spotless Mind (2004) og Cameron Crowes tragikomedie Elizabethtown (2005). Hun spillede også titelrollen i Sofia Coppolas Marie Antoinette (2006) og medvirkede i komedien How to Lose Friends (2008). Hun vandt prisen som Best Actress Award ved Cannes Film Festival i 2011 for hendes præstation i den danske Lars von Triers Melancholia.
I 2001 havde Dunst sin sangdebut i filmen Get Over It, hvor hun synger to sange. Hun sang også jazz-sangen "After You've Gone" til rulleteksterne i filmen The Cat's Meow (2001).

## Biografi

### Opvækst
Dunst blev født i Point Pleasant, New Jersey datter af Inez, kunstner og tidligere galleriejer og Klaus Dunst, medicinforsker og har en yngre bror ved navn Christian. Dunst far er fra Tyskland (Hamburg). Hendes mor har svenske aner 
Indtil Dunst var seks år, levede familien i Brick Township, New Jersey, hvor hun gik på Ranney School. Det var også da Dunst var omkring 8 år, hun fik sin filmdebut, da hun medvirkede i en kortfilm af Woody Allen. I 1991 flyttede hun med sin mor og yngre bror til Los Angeles, Californien, hvor hun gik på Laurel Hall Day School. Fire år senere i 1995 søgte hendes mor om skilsmisse fra sin mand. Det efterfølgende år begyndte Dunst på Notre Dame High School, en privat katolsk high school i Los Angeles.
Efter at have dimitteret fra Notre Dame, fortsatte Dunst med sin skuespillerkarriere, der resulterede i at hun allerede i en ung alder blev kendt over hele landet. Hun havde meget svært ved at leve med den store opmærksomhed hun fik, hvilket gjorde at hun i en periode anklagede sin mor for at have skubbet hende ind i skuespillet som barn. Hun har siden da udtalt at hendes mor "altid havde de bedste intentioner." I et interview, da Dunst blev spurgt om der var noget i hendes barndom, hun fortrød, udtalte hun: "Jaeh, det er ikke en normal måde at vokse op, men det er den måde jeg voksede op på og jeg ville ikke ændre det. Jeg har mine ting at ordne – ... og jeg tror ikke at nogen kan sidde og sige: 'Mit liv er mere ødelagt end dit.' Alle har deres at se til."

### 1985-1999: Begyndende karriere
Dunst begyndte sin karriere i mediernes søgelys, da hun som tre-årig blev børnetøjsmodel i fjernsynsreklamer. Hun skrev kontrakt med Ford Models og Elite Model Management. Som otte-årig havde hun sin første debut i en film, da hun havde en mindre rolle i Woody Allens kortfilm Oedipus Wrecks, som er den tredje ud af tre kortfilm i antologien New York Stories fra 1989. Kort efter, i 1990, havde hun også en mindre rolle i filmen The Bonfire of the Vanities, hvor hun skulle spille Tom Hanks' figurs datter. I 1993 spillede hun Hedril i et afsnit i syvende sæson af Star Trek: The Next Generation.
Dunst fik sit gennembrud indenfor film, da hun spillede med i filmen fra 1994 En vampyrs bekendelser, der er baseret på Anne Rices roman. I filmen spiller Dunst den børnevampyren Claudia, der er plejedatter til Tom Cruise og Brad Pitts figurer i filmen. Filmen modtog blandede anmeldelser, men mange filmanmeldere roste Dunsts præstation. Roger Ebert kommenterede at Dunsts portræt af børnevampyren, Claudia, var et af de "gyselige" aspekter i filmen, og roste hendes evne til at udtrykke Claudias store alder, selvom hun kun er et barn. Todd McCarthy fra Variety skrev desuden at Dunst "var helt perfekt" til familien. Det var også i denne film, Dunst skulle udføre sit første filmkys, som blev sammen med Brad Pitt, som er 18 år ældre end hende selv. I et interview med magasinet Interview, afslørede hun, at hendes kyssescene med Pitt havde fået hende til at føle sig rimelig utilpas: "Jeg synes, det var klamt at Brad havde pigelus. I ved, jeg var 10 år." Hendes præstation gav hende en MTV Movie Award-pris i kategorien "Best Breakthrough Performance", en Saturn Award-pris som "Best Young Actress" og hendes første Golden Globe Award-nominering.
Senere i 1994 medvirkede Dunst i filmfortolkningen af dramaet Little Women overfor Winona Ryder og Claire Danes. Filmen modtog overvejende gode anmeldelser. Kritikeren Janet Maslin fra The New York Times skrev at filmen var den bedste fortolkning af romanen af samme navn og sagde også om Dunsts præstation: "Den bedste kontrast til den dominerende Jo kommer fra Kirsten Dunsts scenestjælende Amy, hvis selvoptagethed og tindrende skarnsstreger går så meget mere op i en højere enhed, når det kommer fra en 11-årig hunræv end de gjorde hos den voksne Joan Bennett i 1933. Ms. Dunst, som også er skræmmende virkningsfuld som en barneblodsuger i Interview With the Vampire er en lille vampyr med en lovende fremtid."
I 1995 medvirkede hun i fantasy-filmen Jumanji, der er løst baseret på Chris Van Allsburgs roman fra 1981 af samme navn. Filmen handler om et overnaturligt og ildevarslende brætspil, som trækker spillerne ind i en ægte jungle med farlige dyr og mennesker, hver gang terningerne bliver kastet. Hun spillede i filmen sammen med Robin Williams, Bonnie Hunt og David Alan Grier. 1995 var også året, hvor Dunst for første gang blev placeret magasinet Peoples liste over de "50 Most Beautiful People". I 1996 havde Dunst en tilbagevendende rolle i den tredje sæson af NBCs medicinske drama ER. Hun spillede her Charlie Chiemingo, en børneprostitueret, som blev taget i kortvarigt pleje af Dr. Doug Roos, som blev spillet af George Clooney. I 1997 lagde hun stemme til den unge Anastasia i den musikalske tegnefilm Anastasia. I 1997 medvirkede Dunst også i den politiske satire Wag the Dog, hvor hun spillede overfor Robert De Niro og Dustin Hoffman. Det efterfølgende år, i 1998, lagde hun også stemme til titelfiguren, Kiki, en 13-årig lærling, som forlader sin landsby for at tilbringe et år på egen hånd i anime-filmen Kiki - den lille heks.
Dunst blev tilbudt rollen som den forførende Angela i dramafilmen fra 1999, American Beauty, men afslog, da hun ikke ønskede at optræde i filmens vovede seksuelle scener eller ønskede at kysse med medskuespilleren Kevin Spacey. Hun har senere udtalt: "Da jeg læste det, var jeg 15 og jeg synes ikke selv, jeg var moden nok til at forstå manuskriptets materiale." Samme år medvirkede hun i komedien Dick sammen med Michelle Williams. Filmen er en parodi på begivenhederne omkring Watergate-skandalen, som førte til den amerikanske præsident Richard Nixons tilbagetrækning.
I Sofia Coppolas selvstændige film The Virgin Suicides fra 1999, spillede Dunst den forstyrrede teenager, Lux Lisbon. Filmen blev vist til en speciel fremvisning ved det 43. San Francisco International Film Festival i 2000. Filmen modtog generelt kun gode anmeldelser, og San Francisco Chronicle-kritikeren Peter Stack skrev i sin anmeldelse at Dunst "smukt balancerer mellem uskyldighed og letfærdighed."

### 2000-2010: Succes ogSpider-man
I 2000 spillede hun hovedpersonen Torrance Shipman, kaptajn for et cheerleadinghold, i filmen Bring It On. Filmen fik flest gode anmeldelser, med blandt Charles Taylor fra Salon.com, der skrev at filmen ikke havde formået at fremstille Dunst som den gode skuespiller som i Dick eller The Virgin Suicides. Jessica Winter fra The Village Voice roste dog Dunst ved at sige at hendes præstation var "så livlig og fjoget som i Dick. Det er hende, der giver filmen det store element af "Bring It On", som mere består af finjusteret parodi end glat, højlydt, body-slam ubehøvlethed."
Det efterfølgende år, i 2001, spillede Dunst ligeledes hovedrollen i ungdomskomedien Get Over It. Hun har senere forklaret at en af grundene til at hun accepterede rollen var at det gav hende en mulighed for at komme til at synge. I 2001 portrætterede hun også den amerikanske skuespiller Marion Davies i The Cat's Meow, der er instrueret af Peter Bogdanovich. Derek Elley fra Variety beskrev filmen som "legesyg og sportslig", og sagde at dette var Dunsts bedste præstation til dato: "Hun er troværdig som både en forkælet ingenue og en elsker til to meget forskellige mænd, og Dunst er en potentiel letvægtig figur med overvejende dybde og sympati." I magasinet Esquires anmeldelse, kaldte Tom Carson hendes præstation for "fantastisk." For hendes arbejde, vandt hun en Best Actress Silver Ombú-pris ved Mar del Plata Film Festival i 2002.
I 2002 spillede Dunst den kvindelige hovedrolle som Mary Jane Watson i superheltefilmen Spider-Man – en rolle, som er hendes mest succesfulde til dato. Hun spiller i filmen bedsteven og kæreste til hovedpersonen og titelrollen, der spilles af Tobey Maguire. Owen Gleiberman fra Entertainment Weekly skrev at Dunst havde en evne til "at give selv den mindste replik en snert af flirtende musik." I Los Angeles Times-anmeldelsen skrev kritikeren Kenneth Turan at Dunst og Maguire havde et ægte forhold på lærredet og konkluderede at deres forhold gav nåede publikum på en måde, som sjældent ses i film. Spider-Man var både en kommerciel og kritisk succes, og den indtjente også omkring 600 mio. kroner i dens åbningsuge i Nordamerika og ende med en indtjening på 4,3 mia. kroner verdenen over.
Efter succesen med Spider-Man, medvirkede Dunst nu i det selvstændige drama Levity i 2003, hvor hun havde en birolle. Samme år medvirkede hun i Mona Lisa Smile, hvor hun spillede overfor Julia Roberts, Maggie Gyllenhaal og Julia Stiles. Denne film fik overvejende kun dårlige anmeldelser, med Manohla Dargis fra Los Angeles Times, der beskrev den som "selvglad og forsimplende." Hun medvirkede herefter som Mary Svevo i Eternal Sunshine of the Spotless Mind i 2004 sammen med Jim Carrey, Kate Winslet og Tom Wilkinson. Denne film fik meget gode anmeldelser med Entertainment Weekly, der beskrev Dunst sidehandling som "lækker og klog." Filmen indtjente omkring 380 mio. kroner.
Succesen med den første Spider-Man-film gjorde at Dunst igen i 2004 indtog rollen som Mary Jane Watson i efterfølgeren Spider-Man 2. Filmen blev godt modtaget af anmelderne og en finansiel succes, da den satte en ny åbningsweekendsindtjening i Nordamerika. Med en samlet indtjening på 4,1 mia. kroner var filmen den andenbedst indtjenende film i 2004. Også i 2004 spiller hun den kommende stjerne-tennisspiller i Wimbledon Championships overfor Paul Bettany, som spiller en tidligere kendte tennisstjerne i den romantiske komedie Wimbledon. Filmen fik blandede anmeldelser, men mange kritikere har udtalt sig meget positivt om Dunsts præstation. Claudia Puig fra USA Today skrev at kemien mellem Dunst og Bettany var kraftfuld med Dunst, som gjorde et godt stykke arbejde med at spille en næsvis og selvsikker spiller.
I 2005 spillede hun stewardessen Claire Colburn overfor Orlando Bloom i den romantiske film Elizabethtown, en film skrevet og instrueret af Cameron Crowe. Filmen havde premiere ved Toronto Film Festival i 2005 og Dunst har om samarbejdet med Crowe sagt at det var fedt, men at han var mere krævende end hun havde forventet.  Filmen fik blandede anmeldelser, med Chicago Tribune, der gav den en ud af fire stjerner og beskrev Dunsts portrættering af en stewardesse som "kvælende sentimental." Filmen var dog en skuffelse rent indtjeningsmæssigt.
Dunsts næste filmrolle blev som titelfiguren i den biografiske film Marie Antoinette i 2006. Filmen, der er fortolket af Antonia Frasers bog Marie Antoinette: The Journey, var filmen Dunsts anden med Sofia Coppola som instruktør. Filmen blev vist ved en speciel fremvisning ved Cannes Film Festival i 2006, og fik gode anmeldelser. Filmen indtjente verdenen over omkring 320 millioner kroner.
I 2007 vendte Dunst atter tilbage til rollen som Mary Jane Watson i Spider-Man 3. I modsætning til de to foregåendes film kun positive anmeldelser, modtog Spider-Man 3 langt flere blandede anmeldelser fra kritikerne. Trods dette indtjente filmen 4,68 mia. kroner verdenen over, og er dermed den bedst indtjente film i serien og var Dunst bedst indtjente film i tiden op til 2008. Da hun oprindeligt havde skrevet kontrakt om at medvirke i tre Spider-Man-film, afslørede hun at hun gerne ville medvirke i en fjerde, men kun på den betingelse af Raimi og Maguire også medvirkede. I januar 2010 blev det annonceret at Spider-Man-franchisen ville få et nyt udgangspunkt, hvorved hverken Dunst, Maguire eller Raimi vil medvirke.
I 2008 spillede Dunst sammen med Simon Pegg i How to Lose Friends, en fortolkning af afhandlingen af samme navn af den tidligere Vanity Fair-redaktør, Toby Young. Efter at have accepteret at medvirke i filmen, fortalte hun at havde valgt at indgå i projektet, fordi det var blevet annonceret at Pegg skulle medvirke.

### 2010-nu
Siden 2010 har Dunsts arbejde inkluderet instruktionen af kortfilmen Bastard, som havde premiere ved Tribeca Film Festival i 2010, og blev senere også vist ved Cannes Film Festival i 2010. Hendes næste rolle blev som den kvindelige hovedrolle overfor Ryan Gosling i det romantiske drama All Good Things i 2010, hvor hun spiller en kvinde fra den nedre middelklasse, som forsvinder sporløst. Filmen modtog fornuftige anmeldelser, og indtjente omkring 3,3 mio. kroner verdenen over. Dunst medvirkede i 2011 i den danske instruktør Lars von Triers science-fictionfilm Melancholia, hvor hun spiller en deprimeret kvinde, der på sin bryllupsdag indser at verdenen går under. Filmen, hvor også Charlotte Gainsbourg, Kiefer Sutherland og Charlotte Rampling medvirker havde premiere ved Cannes Film Festival i 2011. Dunst fik for sin præstation tildelt Best Actress Award-pris.
Dunst har også besluttet at medvirke i Sweet Relief som den amerikanske fredsaktivisten Marla Ruzicka, der blev dræbt af en selvmordsbomber i Bagdad. Hun har også udtrykt interesse for at spille rollen som Blondie-frontkvinden Debbie Harry i Michel Gondrys kommende biografiske film om bandet. Dunst har også skrevet kontrakt om at medvirke i Juan Diego Solanas' science fiction-romantiske film Upside Down overfor Jim Sturgess. Dunst har også for nylig indspillet kortfilmen The Second Bakery Attack med Brian Geraghty.
Rapporter har også fortalt at Dunst sammen med Kristen Stewart, Sam Riley og Garrett Hedlund vil medvirke i den kommende film, On the Road. Hun vil også lave en cameo-optræden i den kommende kortfilm Fight for Your Right Revisited, der havde premiere i 2011 på Sundance Film Festival. Dunst er per maj 2011 også sat på til at skulle medvirke i den selvstændige komediefilm, Bachelorette, der er produceret af Will Ferrell og Adam McKay.

### Musik
Dunst havde sin sangdebut i filmen Get Over It fra 2001, hvor hun synger to sange, der begge er skrevet af Marc Shaiman. Hun sang også sangen til slutningen og rulleteksterne af The Cat's Meow, hvor hun sang Henry Creamer og Turner Laytons "After You've Gone." I Spider-Man 3 synger hun også to sange, som en del af hendes rolle som Mary Jane Watson, en under en optræden på Broadway, og en, hvor hun agerer syngende servitrice i en jazzklub. Dunst har afsløret, at man først indspillede sangene, og at hun efterfølgende blot mimede med under optagelserne. Hun optræder også i musikvideoen til Savage Gardens "I Knew I Loved You," og hun synger to numre, "This Old Machine" og "Summer Day" på Jason Schwartzmans soloalbum fra 2007, Nighttiming. I et interview med The Advertiser forklarer Dunst, at hun ikke har planer om at følge i fodsporene af skuespillere som fx Russell Crowe eller Toni Collette, der begge har udgivet et album og siger: "Bestemt ikke. Overhovedet ikke. Det fungerede fint, da Barbra Streisand gjorde det, men nu er det lidt lurvet, tror jeg. Det fungerer bedre når sangere er med i film."
Dunst spillede også den magiske prinsesse, Majokko, den Takashi Murakami- og McG-instruerede kortfilm Akihabara Majokko Princess, hvor hun synger et cover af sangen "Turning Japanese". Dette blev vist ved en "Pop Life"-udstilling i Londons Tate Modern-museum. I filmen ses Dunst spankulere rundt i Akihabara, et tætproppet shoppe-område i Tokyo. Udstillingen kørte fra 1. oktober 2009 til 17. januar 2010 i London.

## Privatliv
Dunst har siden 2016 dannet par med skuespilleren Jesse Plemons som hun mødte under sættet på serien Fargo. De blev forlovede i 2017, og har sammen to børn. Ennis Howard Plemons fra 2018, og James Robert Plemons fra 2021.
Hun er gennem tiden blevet set i kortvarige forhold med manuskriptforfatteren Jeff Smeenge, skuespilleren Jake Gyllenhaal og musikeren Johnny Borrell fra Razorlight.
Dunst blev i starten af 2008 sendt i behandling for en større depression hos Cirque Lodge-behandlingscenter i Utah. Hun har senere forklaret, hvordan hun et halvt år før sin indlæggelse havde følt sig langt nede I slutningen af marts blev hun udskrevet fra centeret og kunne påbegynde optagelserne til All Good Things. Hun stod offentligt frem med denne information i maj, for at fremhæve den kamp som rammer mange succesfulde kvinder og for at afkræfte de falske rygter, som havde været meget smertefulde for Dunsts venner og familie at høre.

## Aktivisme

### Politik
Dunst støttede den demokratiske kandidat John Kerry ved det amerikanske præsidentvalg i 2004. Fire år senere støttede hun den demokratiske Barack Obama ved det amerikanske præsidentvalg i 2008. Dunst fortalte bagefter at hun har støttet Obama "fra begyndelsen" af præsidentens kampagne, og for at understøtte denne udtalelse instruerede og fortalte hun i dokumentaren kaldet Why Tuesday, der forklarer USAs tradition for altid at afholde valg på tirsdage. Dunst forklarede at tirsdag "ikke er en ferie" og at [USA] er et land, hvor der er færrest demokratiske stemmer." Hun følte at det var vigtigt at "påvirke folk på en positiv måde" til at stemme den 4. november.

### Velgørenhedsarbejde
Dunsts velgørenhedsarbejde inkluderer hendes deltagelse i Elizabeth Glaser Pediatric AIDS Foundation, i hvilken hun hjalp med at designe og promere en halskæde, hvis indtjeningen ubeskåret gik til Glaser-fonden. Hun har også hjulpet med at få mere opmærksom på brystkræft; i september 2008 deltog hun i Stand Up to Cancer-fjernsynsmaratonet i et forsøg på at indsamle penge til fremskynde kræftforskning. I 5. december 2009 deltog hun i Teletón i Mexico for at indsamle penge til at kræftbehandling og genoptræning for børn.

## Filmografi
| År   | Film                                                          | Rolle              | Bemærkninger |
| ---- | ------------------------------------------------------------- | ------------------ | --- |
| 1989 | New York Stories                                              | Lisas datter       | Ukreditteret |
| 1990 | The Bonfire of the Vanities                                   | Campbell McCoy     | |
| 1991 | High Strung                                                   | Ung pige           | |
| 1993 | Darkness Before Dawn                                          | Sandra Guard       | |
| 1993 | Sisters                                                       | Kitten Margolis    | Episode: "Dear Georgie" Episode: "The Land of the Lost Children" |
| 1993 | Star Trek: The Next Generation                                | Hedril             | Episode: "Dark Page" |
| 1994 | Greedy                                                        | Jolene             | |
| 1994 | En vampyrs bekendelser / Interview with the Vampire           | Claudia            | Boston Society of Film Critics Award for Best Supporting Actress Chicago Film Critics Association Award for Most Promising Actress MTV Movie Award for Best Breakthrough Performance Nomineret–Chicago Film Critics Association Award for Best Supporting Actress Nomineret–Golden Globe Award for Best Supporting Actress – Motion Picture Nomineret–Chlotrudis Award for Best Supporting Actress |
| 1994 | Little Women                                                  | Amy March som ung  | Boston Society of Film Critics Award for Best Supporting Actress Nomineret–Chlotrudis Award for Best Supporting Actress |
| 1995 | Jumanji                                                       | Judy Shepherd      | Nomineret–Saturn Award for Best Performance by a Younger Actor |
| 1996 | The Siege at Ruby Ridge (aka Ruby Ridge: An American Tragedy) | Sara Weaver        | YoungStar Awards 1997: Best Performance by a Young Actress in a Made For TV Movie |
| 1996 | Mother Night                                                  | Resi Noth som ung  | |
| 1996 | Touched by an Angel                                           | Amy Ann McCoy      | Episode: "Into the Light" |
| 1996 | ER                                                            | Charlie Chiemingo  | Episode: "Ghosts" Episode: "Union Station" Episode: "Homeless for the Holidays" Episode: "Night Shift" Episode: "Post Mortem" Episode: "One More for the Road" |
| 1997 | The Outer Limits                                              | Joyce Taylor       | Episode: "Music of the Spheres" |
| 1997 | Tower of Terror                                               | Anna Petterson     | |
| 1997 | Anastasia                                                     | Anastasia som barn | Stemme |
| 1997 | Gun                                                           | Sondra             | Episode: "The Hole" |
| 1997 | Wag the Dog                                                   | Tracy Limes        | |
| 1997 | True Heart                                                    | Bonnie             | |
| 1998 | Stories from My Childhood                                     | Alice/Ivett        | Episode: "The Snow Queen" Episode: "Alice and the Mystery of the Third" |
| 1998 | Fifteen and Pregnant                                          | Tina Spangler      | Tv-film |
| 1998 | Kiki - den lille heks                                         | Kiki               | Stemme |
| 1998 | Small Soldiers                                                | Christy Fimple     | |
| 1998 | The Hairy Bird                                                | Verena von Stefan  | |
| 1998 | The Animated Adventures of Tom Sawyer                         | Becky Thatcher     | Stemme |
| 1999 | The Devil's Arithmetic                                        | Hannah Stern       | Tv-film |
| 1999 | The Virgin Suicides                                           | Lux Lisbon         | Nomineret–Teen Choice Award for Film – Choice Actress |
| 1999 | Drop Dead Gorgeous                                            | Amber Atkins       | |
| 1999 | Dick                                                          | Betsy Jobs         | |
| 2000 | Lover's Prayer                                                | Zinaida            | |
| 2000 | The Crow: Salvation                                           | Erin Randall       | |
| 2000 | Luckytown                                                     | Lidda Doyles       | |
| 2000 | Bring It On                                                   | Torrance Shipman   | |
| 2000 | Deeply                                                        | Silly              | |
| 2001 | Get Over It                                                   | Kelly Woods/Helena | Nomineret–Teen Choice Award for Film—Choice Chemistry |
| 2001 | Crazy/Beautiful                                               | Nicole Oakley      | |
| 2001 | The Cat's Meow                                                | Marion Davies      | Mar del Plata Film Festival for Best Actress |
| 2002 | Spider-Man                                                    | Mary Jane Watson   | Empire Movie Award for Best Actress MTV Movie Award for Best Female Performance MTV Movie Award for Best Kiss Teen Choice Award for Film – Choice Lip Lock Nomineret–Teen Choice Award for Film—Choice Chemistry Nomineret–Teen Choice Award for Film—Choice Actress, Drama/Action Adventure |
| 2002 | Saturday Night Live                                           | Vært               | Sæson 27 episode 524 |
| 2003 | The Death and Life of Nancy Eaton                             |                    | TV |
| 2003 | Levity                                                        | Sofia Mellinger    | |
| 2003 | Kaena: The Prophecy                                           | Kaena              | Stemme |
| 2003 | Mona Lisa Smile                                               | Betty Warren       | Nomineret–Teen Choice Award for Choice Movie Sleazebag |
| 2004 | Eternal Sunshine of the Spotless Mind                         | Mary Svevo         | |
| 2004 | Spider-Man 2                                                  | Mary Jane Watson   | Empire Movie Award for Best Actress Nomineret–People's Choice Award for Favorite On-Screen Chemistry |
| 2004 | Wimbledon                                                     | Lizzie Bradbury    | |
| 2005 | Elizabethtown                                                 | Claire Colburn     | |
| 2006 | Marie Antoinette                                              | Marie Antoinette   | ShoWest Award for Female Star of the Year |
| 2007 | Spider-Man 3                                                  | Mary Jane Watson   | Nomineret–People's Choice Award for Favorite On Screen Match-up Nomineret–Teen Choice Award for Choice Movie: Liplock Nomineret–Teen Choice Award for Choice Movie Actress: Action Adventure Nomineret–National Movie Award for Best Performance by a Female |
| 2008 | How to Lose Friends and Alienate People                       | Alison Olsen       | |
| 2010 | The Second Bakery Attack                                      | Nat                | Kortfilm |
| 2010 | All Good Things                                               | Katie Marks        | |
| 2011 | Fight for Your Right Revisited                                | Metal Chick        | Kortfilm |
| 2011 | Melancholia                                                   | Justine            | Cannes Film Festival Award for Best Actress (Prix d'interprétation féminine) |
| 2011 | Upside Down                                                   | Eve                | post-production |
| 2011 | On the Road                                                   | Camille            | post-production |